# Eskader 201

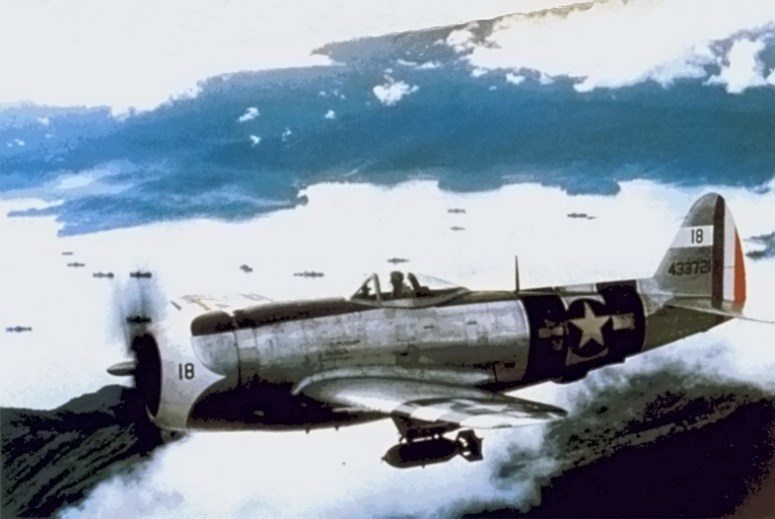
Eskader 201

Eskader 201 (Spaans: Escuadrón 201), bijgenaamd de Azteekse adelaars, was een Mexicaans eskader dat met de geallieerden meevocht in de Tweede Wereldoorlog. Het eskader bestond uit ongeveer 300 vrijwilligers, waarvan 36 piloten.
Het Eskader was onderdeel van de Amerikaanse 58th Fighter Group en werd ingezet in de Grote Oceaan tegen Japan. Eskader 201 nam deel aan de bevrijding van het eiland Luzon in de Filipijnen en van Formosa. In totaal namen de Mexicanen deel aan 96 gevechtsmissies. Dit was de enige keer in de geschiedenis dat Mexicaanse troepen in overzeese gevechten deelnamen. Tijdens de acties verloren vijf piloten het leven.